# Ekstremalnie Głębokie Pole Hubble’a

Ekstremalnie Głębokie Pole Hubble’a

Ekstremalnie Głębokie Pole Hubble’a (eXtreme Deep Field, XDF) – obraz niewielkiego obszaru nieba w gwiazdozbiorze Pieca stanowiącego centralną część Ultragłębokiego Pola Hubble’a.
Sfotografowany obszar ma wymiary 2' × 2,3' i współrzędne: rektascensja 03h 32m 38,5s, deklinacja -27° 47′ 00″ (J2000).
Obraz powstał na podstawie ponad 2 tysięcy zdjęć wykonanych przez Kosmiczny Teleskop Hubble’a w okresie od czerwca 2002 do marca 2012 za pomocą urządzeń Advanced Camera for Surveys i Wide Field Camera 3 w zakresie światła widzialnego i bliskiej podczerwieni. Łączny czas ekspozycji wyniósł ponad 2 miliony sekund (ok. 23 dni).
Na zdjęciu widocznych jest ok. 5,5 tys. galaktyk, z których najodleglejsze znajdują się w odległości 13,2 mld lat świetlnych.
Zdjęcie opublikowano 25 września 2012 roku w serwisie hubblesite.org. Jest to najdalej sięgające zdjęcie astronomiczne, jakie do tej pory wykonano w świetle widzialnym.